# 2019冠狀病毒來源爭議
自2019冠狀病毒病疫情在中國武漢市初次爆發並蔓延以來，有關該病毒的來源一直是各界關注的焦點，也因此衍生出各種爭議。

## 病毒起源争议
2020年11月23日，世界卫生组织在其官网上发布了当天SARS-CoV-2病毒病例行发布会的视频，世卫组织卫生紧急项目负责人迈克尔·瑞安在发布会上表示，有必要對病毒如何從動物傳播到人身上進行嚴格調查，而需要從發現首批病例的地方開始，那就是中國的武漢。而武漢華南海鲜市场是SARS-CoV-2病毒的最先發現地。他又表示已獲北京保證，將盡快安排國際專家組到武漢實地考察，以調查SARS-CoV-2病毒源頭。
中国疾病控制中心前首席流行病学家曾光11月24日透過《环球时报》表示病毒很有可能在武汉发现之前就曾在多个地方共存过。
2020年11月25日，世衛專家稱冀重返武漢華南海鮮市場，以跟進新型冠狀病毒的最初感染個案，調查病毒如何可能由蝙蝠傳播給人類。世衛動物疾病專家恩布雷克說，團隊希望可以找到最初受感染的市場工人，因為他們對於可能從哪裏感染病毒，或掌握重要資訊，又說現在調查還不算晚。他又重申世衛和大部分科學家的觀點，指出沒有任何跡象顯示病毒是人工製造。
德國之聲指出，一旦学术界对疫情初始线索有非來自於中國武漢的證據、新发现或僅僅是假设，中国媒体就會大量片面或断章取义引用。
世卫组织紧急项目执行主任迈克尔·瑞安表示，有必要对病毒如何从动物传播到人身上进行严格调查。首先要調查的地方就是发现首批病例的中国武汉。不過中国新闻媒体宣称瑞安表示「在武汉发现COVID-19之前病毒已在世界其他地方存在」。几天后瑞安表示，COVID-19病毒起源于中国以外的说法是一種推测。中国官方媒体没有对瑞安的回應进行报道。
世卫组织于2021年3月发表的溯源报告认为，病毒“非常可能”是透过一种中间动物宿主从蝙蝠传播给人类的，但现在没有足够的证据来确定具体物种。该报告还表示，病毒透过冷藏/食品链传入是“可能的途径”，而实验室泄漏的说法被认为“极不可能”。
2023年3月20日，美国总统乔·拜登签署法案，要求解密导致2019冠状病毒、与冠病溯源相关的信息。由美国国家情报总监办公室起草的一份报告于同年6月23日解密，称美国情报界没有表明新冠病毒从实验室泄露的直接证据。

### 中国实验室起源说
病毒是从中国实验室（意外或故意）释放的说法最早出现在2019冠状病毒病疫情初期。当时多数媒体和政治人物将其视为阴谋论。实验室意外泄漏的假说在2021年重新引起了科学界和媒体的关注。同年3月，世界卫生组织发表了一份溯源报告，认为实验室泄漏的说法“极不可能”。世卫组织总干事谭德塞表示，报告的评估还不够全面。需要更多的数据和研究来得出更可靠的结论；对于病毒是否来源于实验室的说法需要进一步调查。中华人民共和国外交部发言人华春莹在例行记者会上回应指，“实验室事件引发病毒这种假说是极为不可能的”，这是此次溯源报告中“所明确的一个重要科学结论”。
2022年6月世界卫生组织工作组表示，需要更多的中国数据来研究新冠病毒的起源，不排除实验室泄漏也是因素之一。
2022年10月，名利场和ProPublica发布一篇报告阐述了病毒如何从实验室泄漏中传播，不過他们也强调这些发现缺乏无可争议的证据。這一報告被中国外交部发言人趙立堅駁斥。
2023年3月8日，美国众议院听证会上在疫情爆发初期担任美国疾控中心主任的雷德菲尔德表示其个人坚信新冠病毒更可能是实验室意外泄露的结果。
2024年12月2日，美國眾議院新型冠狀病毒大流行特別小組委員會（英語：House Select Subcommittee on the Coronavirus Pandemic）發表一份520頁的報告，經過兩年的調查，該小組委員會得出新型冠狀病毒可能從中國實驗室洩漏出來的結論。
2025年1月25日，美國中央情報局根據調查結果公布文件顯示，COVID-19病毒很可能源自中國科學院武漢病毒研究所，並從該研究所的實驗室洩漏。中央情報局局長約翰·雷克里夫表示根據掌握的情報、科學及常識，全都顯示COVID源自武漢病毒研究所發生洩漏。
2025年3月12日，德國多家傳媒報道，德國聯邦情報局根據中國研究機構的科學數據等資料，在2020年就研判新冠疫情的起因很有可能是中國科學院武漢病毒研究所的事故，確定機率高達80%至95%。情報顯示武漢病毒研究所的實驗存在風險，而且有大量違反安全規定的操作。
2025年4月18日，美国发布改版后的新冠官方网站，再度認定新冠病毒的源头來自中国实验室泄漏。4月30日，中国国务院新闻办公室发布《关于新冠疫情防控与病毒溯源的中方行动和立场》白皮书，表示美国疫情发生的时间早于中国疫情暴发时间，应该对美国开展病毒溯源调查。

### 美国资助中国实验室研究说
2025年2月3日，美国政府效率部负责人埃隆·马斯克在社交平台X上指控美国国际开发署使用美国纳税人的资金，支持中国科学院武汉病毒研究所用于研究「蝙蝠冠狀病毒突变」，导致新冠病毒直接或间接产生。同时指控美國中央情報局通过美国生态健康联盟全程直接或间接参与了中国病毒研究所的新冠病毒的研发，因此有欺骗公众病毒的来源的嫌疑。另据报道，在埃隆·马斯克提出该指控的同时，一张疑似美国政府内部文件的照片在X上疯传，其内容显示在2019年，美國國家過敏和傳染病研究所的所长、疫情期间担任白宫冠状病毒工作组“事实上”的发言人安東尼·佛奇与美国国际开发署通过美国生态健康联盟和加州大學戴維斯分校向中国武汉的一名科学家提供了超过4000万美元用于该研究，且该中国科学家随后被指为“零号病人”。

### 冷鏈假說
2020年11月，中国疾病预防控制中心流行病学首席专家吴尊友表示，疫情源頭可能來自於進口的冷凍食品。
2021年8月，中國疾控中心中國現場流行病學培訓項目主任馬會來再次提到「冷鏈假說」，他日前在北京接受陸媒訪問時表示，推測2019年底發生在武漢華南海鮮市場的COVID-19疫情，也有可能是由進口冷鏈產品引入。這次他出具的根據是青島去年10月出現的疫情溯源調查結論，該研究認為青島疫情源頭是透過境外冷鏈輸入，中國疾控中心病毒病所專家首次從冷鏈產品外包裝分離出了活病毒。

## 就來源要求調查引發的爭議

### 排除世界卫生组织獨立調查爭議
2020年4月，澳洲總理莫里森、外交部長佩恩及國防部長達頓等先後公開表示，由於嚴重特殊傳染性肺炎在世界各地造成嚴重災情，各國都應支持、且有義務調查中國的病毒源頭與傳播途徑。澳洲外長佩恩稱，調查需由世衞以外的獨立機制進行，調查範圍應包括病毒在中國的起源、應付病毒的方法，以及中國曾對外公開的資訊等。澳州衛生部長亨特亦表示，推動獨立調查是關乎澳洲以至全球利益，「當發生一場重大的全球性災難，而不進行調查，這看起來很奇怪。最終我們必須採取行動，不僅為了符合澳洲利益，而且符合全人類的福祉。
針對澳洲倡導的國際獨立調查，中國外交部發言人耿爽則指控澳洲是從美國得到「某種消息」，然後進行「政治操弄」。中國駐澳洲大使成競業接受澳洲媒體訪問時警告，中國消費者或因而杯葛澳洲產品。澳大利亚尝试游说法、德、英等国家领导人支持排除世卫组织的调查，但遭到冷遇，英法表示现在不是调查的时候，德国支持调查但同时表示支持世界卫生组织。
2021年6月，世界衛生組織病毒溯源專家組成員、荷蘭病毒學家古柏曼斯（Marion Koopmans ）日前要求各成員國授權開展第二階段的病毒溯源研究，並警告在中國檢查血液樣本以及其他重要線索的時間已所剩無幾。美國白宮國家安全顧問沙利文6月20日對媒體表示，如果中國不配合對導致2019冠狀病毒疾病全球大流行的新冠病毒源頭進行「真正」的調查，將面臨國際上的孤立。當月，世界卫生组织表示，由于中国方面数据的缺失，该组织对COVID-19起源的调查尚无定论。

### 中國大陸媒體稱美国拒绝调查病毒起源争议
2020年6月8日，美国驻华大使馆推特账号发表美国国务卿蓬佩奥表态：美国和120多个国家支持调查COVID-19来源，让中国就世界卫生大会5月18日的决议给个交代。但有中國大陸媒體指5月18日美國在世卫大会题为「COVID-19 response」的决议中沒有參與「调查病毒来源」的投票。美國在5月29日才宣布中断与世卫组织的联系，有中國大陸媒體因此認為美国早就决定不会配合调查病毒起源。

### 中國被指干涉和拒絕世界衛生組織調查
世界衛生組織駐華代表高力接受天空新聞訪問，表示世界衛生組織多次請求加入中國正進行的病毒源頭調查工作，但均被拒絕且未提供合理理由，而根據世界衛生組織掌握的資料，病毒是源自中國武漢，相信為自然產生，非人造。
紐約時報報道，世卫组织的病毒起源研究分两个阶段展开。其中第一个阶段通过查看医院记录以及走访2019年12月的患者來確定首批患者，此外第一階段還包括调查跟踪武汉市场上銷售的野生动物和供应链。第一階段由中国科学家主导，外部人士对中国科学家的工作进行远程评审。第二阶段为国际专家与中国合作共同在动物宿主和中间宿主中寻找病毒。而世卫组织曾於2020年7月向中國派出兩名專家。這兩名專家始終未能前往武汉。當時中国官员還表示，2019年欧洲的污水系统中发现了COVID-19病毒，世卫组织应该在欧洲展开调查。
2021年1月初，世卫宣布一個10人世卫国际专家团準備前往中国追溯冠病大流行。不過1月5日，谭德塞证实，国际专家团的签证仍未获批，谭德塞本人感到非常失望。1月14日，世卫組織的溯源專家被允許來華調查。
2021年2月12日，據《华尔街日报》援引世界卫生组织调查人员的话报导称，中国当局拒绝向WHO调查人员提供有关早期新冠病毒感染病例的原始个人数据，世界卫生组织调查人员認為，这些数据可以帮助调查人员确定病毒如何以及何时在中国开始传播。
2021年3月30日，中国-世卫组织新冠病毒溯源联合研究报告發佈，認定武漢實驗室洩漏病毒的可能性「極低」，但世界衛生組織總幹事譚德塞要求對武漢病毒所是否泄漏引發疫情重新進行調查，他同時公開批評中國當局沒有給國際專家提供足夠信息。美国、澳大利亚、加拿大、英国、韩国、挪威等14國政府指控中国妨碍国际专家调查工作。美聯社則認為，協助世界衛生組織調查的美國科學家、生態健康聯盟（Eco Health Alliance）的領導人彼得·达萨克向武漢病毒學研究所提供了至少60萬美元的國家衛生研究院經費，並長期為中國辯護。3月31日，中方專家組組長、清華大學教授梁萬年表示，中方專家掌握的信息和外方專家掌握的信息不存在差異，「中國沒有給原始數據的假設和提法不成立」。
2021年7月22日，中国国家卫健委副主任曾益新表示，中国不接受世界卫生组织提出的新冠溯源第二阶段计划。8月13日，中国外交部副部长马朝旭表示中国—世卫组织联合研究报告的形成，完全遵循世卫组织程序，采取了科学方法，已经被证明是一份有价值的、权威的、经得起科学检验、经得起历史检验的报告。这份报告已由世卫组织正式发布，理应成为全球溯源工作的基础和指南，任何企图推翻和歪曲联合研究报告结论的做法，都是政治操弄，也是对全球科学家和科学的不尊重。再次拒绝世界卫生组织要求對COVID-19起源进行新调查的呼吁。
2023年1月底，一些来自于中国疾病预防控制中心的數據上传至“全球共享所有流感数据倡议组织”（GISAID），這些數據与2020年在武汉华南海鲜市场采集的样本有关，後來這些數據被删除。在数据被删除前，多个国家的科学家已经将其下载并展开分析。世卫组织敦促中国疾病预防控制中心将数据分享给国际科学界以供分析并称于3月14日召集了新型病原体溯源科学咨询小组、要求中国疾控中心的研究人员和多名国际科学家向其提交有关这些数据的分析结果。2023年3月17日在联合国新闻《世卫组织总干事：任何有关新冠病毒溯源的数据都应同国际社会共享》一文中，世卫组织新冠疫情应对技术主管玛丽亚·范克尔克霍夫（Maria Van Kerkhove）表示这些数据显示在新冠病毒呈阳性的样本当中存在貉的基因，說明一些当时在华南海鲜市场贩卖的动物可能感染了新冠病毒。譚德塞表示这些数据应该在2020年就應該分享出来。他呼吁中国在分享数据方面應做到透明。
2023年3月30日，《中国疾病预防控制中心周报（China CDC weekly）》刊登了中国疾控中心病毒病所武桂珍、刘军等人“让新冠病毒溯源回归科学”的主题文章。文章指出疫情发现地点不等于疫情起源地。
2023年4月8日下午，国家疾控局副局长、中国疾控中心主任沈洪兵表示，新冠病毒溯源研究是一个很专业的问题，中国在溯源科学问题上一直秉持科学态度，率先主动邀请世卫组织选派国际专家组两次来华合作开展溯源联合研究，在武汉完成了第一阶段联合溯源研究，形成了《世界卫生组织召集的SARS-CoV-2新冠溯源研究：中国部分——世卫组织联合研究报告》。在整个第一阶段联合研究过程中，中国向联合专家组提供了当时所掌握的所有溯源相关资料，没有隐瞒任何病例、样本及其检测和分析结果。世卫组织个别官员和专家随意发表观点，轻率否定当时的结果，完全是违背科学精神的，是将新冠溯源政治化的表现。中方奉劝世界卫生组织有关人士回归科学和公正的立场，不要主动或被迫成为个别国家把新冠溯源政治化的工具。

### 美媒被指扭曲訪華世界衛生組織觀點
2021年2月13日，據香港媒體報導，世界衛生組織專家組成員彼得·达萨克和費舍爾（Thea K Fischer）在Twitter上指責美國媒體對自己的觀點進行扭曲及斷章取義以迎合之前媒體定下的結論，他們從中國方面得到重要的新數據，和中國方面有良好的合作，達薩克更點名批評《紐約時報》無恥。

### 中國媒體報導稱「瑞士生物学家」称美国施压世卫组织溯源工作
2021年7月31日，观察者网、中国新闻网引述，中國官方媒體新华网、人民网转载一位名叫“威爾遜·愛德華茲”的“瑞士生物學家”的觀點，該觀點稱「世衛組織新冠溯源工作在美國的施壓下可能被政治化」。
在中國官方媒體數天來報導關於「威爾遜·愛德華茲」的新聞後，瑞士驻华大使馆于微博闢謠，聲明相關報導是假消息，又指出瑞士不存在名为「威尔逊·爱德华」的公民，生物学界未有以该名字署名的文章，其脸书账户于7月24日开设，仅发帖一条，只有三位好友，推测该账户非为社交目的开设。瑞士駐華大使館同時又發布「尋人啟示」，寫道：「尋找多天來中國新聞和社交媒體中引述的名為『威爾遜·愛德華茲』（Wilson Edwards）所謂生物學家，如果你存在，我們很想認識你！但更可能的是，這是個假新聞。我們呼籲中國媒體和網民刪除這個帖子。」在瑞士駐華大使館發布聲明的數個小時後，該為「Wilson Edwards」的帳戶消失不見，帖子亦被刪除。
此外，《新華社》最初發布的報導稱，“愛德華茲”的評論最初被美國「南太平洋之聲」廣播電台網站引用，報導時間是7月27日。據澳洲廣播公司報導，「南太平洋之聲」是一家設立在太平洋島國斐濟的華文媒體，其手機新聞客戶端以轉載中國官媒的報導為主，該媒體在7月27日發布的文章是其少數的原創英文報導之一。澳洲廣播公司又指無法證實「南太平洋之聲」是否屬於一家美國媒體，又指對方沒有回應他們的置評請求。